# Diego Cusihuamán Minga
Diego Cusihuamán Minga (Cuzco, † 1832). Noble inca y precursor de la independencia del Perú. Tuvo destacada participación contra la rebelión de Túpac Amaru II (1780-1781) y en la conspiración de Aguilar y Ubalde (1805).

## Condición noble
Hijo legítimo de Miguel Cusihuamán y Catalina Tomasa Minga, miembros del ayllu Auccaylli de la parroquia de San Sebastián. Sus abuelos por línea paterna, eran Martín Cusihuamán y Teresa Laymi. Se reconocía como descendiente de Manco Ynga. Tenía la profesión de maestro sastre con tienda pública en la ciudad.

## Miliciano realista
Desde 1779 se enroló en las milicias, como soldado en la compañía del capitán Felipe Venero, participando en el combate del puente de Urcos contra el rebelde José Berdejo. Pasó a órdenes del coronel José Berrueta, en la defensa del Cuzco frente al ataque de Tupac Amaru II, y finalmente, bajo el mando del capitán Julián Peralta, marchó hacia Puno donde obtuvo la victoria de Condorcuyo. Se le dio por ello el grado de sargento del Quinto Regimiento de Indios.

## Alférez real inca
Elector de la Casa de Cápac Yupanqui y cacique interino de varios ayllus en San Jerónimo, fue elegido alférez real de naturales para el año de 1789, siendo reelegido para la ceremonia de la Jura del Rey Carlos IV. Nombrado Comisario de los Nobles Electores de las Ocho Parroquias en 1790, en mayo del año siguiente recibió poder de los incas nobles para defender sus fueros y privilegios. Solicitó en 1797, ante la Real Audiencia del Cuzco, la reapertura del Colegio San Francisco de Borja para los hijos de caciques.

## Conspirador patriota
Involucrado en la conspiración de Aguilar y Ubalde, fue condenado a la inhabilitación del cargo de cacique y al destierro. Se presentó en la Real Cárcel de Corte de Lima en mayo de 1806, y tal vez permaneció en dicha ciudad los siguientes diez años. Recién en 1817, regresa al Cuzco y recupera su condición de elector. Dictó su testamento, en la misma ciudad, el 12 de noviembre de 1832.

## Matrimonio y descendencia
Casado con Ildefonsa Balcasar, tuvo por hijos legítimos a Ramón, Teresa, Clemente, Juliana, Antonia y Asencia Cusihuamán Balcasar. Viudo, contrajo nuevas nupcias con Petrona Ttito, con la cual no dejó descendencia.